# Hipolitów (powiat miński)
Hipolitów – wieś sołecka w Polsce położona w województwie mazowieckim, w powiecie mińskim, w gminie Halinów.
W latach 1975–1998 miejscowość należała administracyjnie do województwa warszawskiego.
Przemysł: fabryka koncernu Colgate-Palmolive.
Wierni Kościoła rzymskokatolickiego należą do parafii Matki Łaski Bożej w Halinowie.